# Pohjainlampi
Pohjainlampi eller Pohjanlampi är en sjö i Finland. Den ligger i kommunen Puolango i landskapet Kajanaland, i den centrala delen av landet, 500 km norr om huvudstaden Helsingfors. Pohjainlampi ligger 199 meter över havet. Den är 4,1 meter djup. Arean är 29,7 hektar och strandlinjen är 4,07 kilometer lång. Sjön  ingår i Kiminge älvs huvudavrinningsområde. 